# ساوت منرو (میشیگان)
ساوت منرو (به انگلیسی: South Monroe) یک منطقهٔ مسکونی در ایالات متحده آمریکا است که در شهرستان مونرو، میشیگان واقع شده‌است. ساوت منرو ۶٫۲ کیلومتر مربع مساحت و ۶٬۴۳۳ نفر جمعیت دارد و ۱۸۲ متر بالاتر از سطح دریا واقع شده‌است.